# Asesinatos de la familia Hart
Los asesinatos de la familia Hart se refieren a un asesinato y suicidio ocurrido el 26 de marzo de 2018, en el condado de Mendocino, California, Estados Unidos. Jennifer Hart y su esposa, Sarah Hart, asesinaron a sus seis hijos adoptados– Ciera (de 12 años), Abigail (de 14), Jeremiah (14), Devonte (15), Hannah (16), y Markis (19) cuando Jennifer Hart condujo el vehículo utilitario deportivo de la familia por un acantilado. Jennifer Hart iba en el asiento del conductor, y Sarah Hart en el asiento del copiloto.

## Antecedentes
Jennifer Jean Hart (4 de junio de 1979 – 26 de marzo de 2018) y Sarah Margaret Hart (8 de abril de 1979 – 26 de marzo de 2018; de soltera, Gengler) eran ambas de Dakota del Sur; Jennifer era de Huron, Sarah de Big Stone City, aunque algunas fuentes citan Ortonville, Minnesota – adyacente a Big Stone City– como la ciudad natal de Sarah. Ambas mujeres eran las mayores de sus familias: Jennifer tenía dos hermanos menores y Sarah tenía tres hermanos pequeños.
Jennifer asistió al Huron High School. Sarah al instituto en Minnesota. Las dos mujeres asistieron y empezaron su relación en la Universidad Estatal Del norte (NSU); Sarah inicialmente había asistido a la Universidad de Minnesota por un semestre antes de transferirse a la NSU, mientras Jennifer empezó en la Augustana University antes de transferirse en 1999. Ambas mujeres se especializaron en educación primaria, con Sarah centrándose en educación especial. Después de que Sarah se graduara en 2002, Jennifer dejó la universidad sin graduarse. En 2005, Sarah solicitó a un tribunal local poder alterar su apellido para adoptar el de su pareja. En 2009 fueron a Connecticut para casarse; en ese tiempo era uno de los estados del país donde el matrimonio entre personas del mismo sexo había sido ya aprobado.
En Facebook, Jennifer declaró que ambas habían vivido en el armario en Dakota del Sur, y que cuando fueron a la universidad y salieron de él perdieron amigos. Se mudaron a Alexandria, Minnesota, en 2004, donde ambas trabajaron en una tienda Herberger. En la nueva ubicación, decidieron mostrar abiertamente su relación. Jennifer tuvo varios trabajos hasta terminar como ama de casa desde 2006, mientras Sarah se convertía en gerente en Herberger. Después de un periodo residiendo en West Linn, Oregón, las Hart se mudaron a un área no incorporada cerca de Woodland, Washington; Sarah se convirtió en gerente en una tienda Kohl en Hazel Dell. La pareja seguía residiendo en Woodland al momento del crimen.
El matrimonio Hart recibió fondos del estado de Texas, cubriendo las necesidades de sus seis hijos adoptados, lo que suponía casi el 50% de los ingresos de la familia. Las familias de Jennifer y Sarah declararon que las dos se distanciaron de ellos, a pesar de que ambas familias aceptaban su orientación sexual. Jennifer se alejó de su padre después de 2001. Informes del gobierno estatal declararon que la pareja cortó el contacto con sus parientes debido a sus críticas sobre su crianza conservadora.

## Adopción
Con anterioridad a adoptar a sus seis hijos, las Hart fueron madres de acogida de una chica de 15 años. Una semana antes de la llegada de sus tres primeros niños, las Hart dejaron a la chica en una guardería local cerca de donde la joven iba a asistir a una sesión con un terapeuta. El terapeuta luego le informó que las Hart no regresarían por ella.
Abigail (nacida en 2003), Hannah Jean (nacida en 2002), y Markis Hart (nacido en 1998) fueron adoptados por las Hart en el condado de Colorado, Texas, en septiembre de 2006. En junio de 2008, adoptaron otros tres niños: Ciera Maija (nacida en 2005), Devonte Jordan (nacido en 2002), y Jeremiah Hart (nacido en 2004), tres hermanos de Houston. Después de que su madre biológica, Sherry Davis, perdiera su custodia debido a problemas de abuso de sustancias en agosto de 2006, sus hijos fueron entregados a su tía paterna, Priscilla Celestina, bajo la condición de no mantener ningún contacto con su madre biológica. Sin embargo, después de que tuviera que cambiar de turno en el trabajo, Celestina dejó a Davis de niñera de los niños, lo que descubrió uno de los trabajadores sociales encargado del caso. Como resultado, los niños fueron retirados del cuidado de su tía y un tribunal negó a Celestina la custodia permanente. Aunque la madre se terminó rehabilitando y los reclamaba, los niños Davis fueron puestos en hogares de acogida; el hermano mayor, Dontay, no fue adoptado por las Hart debido a que tenía problemas de comportamiento.
Con anterioridad a los asesinatos, Devonte de 12 años se convirtió en foco de atención mediática cuando siendo un niño negro fue fotografiado llorando abrazado a un agente policial blanco durante una protesta en 2014 en Portland, Oregón, resultado de los disturbios de Ferguson. La imagen circuló con el epígrafe "el abrazo más sentido del mundo." Jennifer era muy activa en las redes sociales y usaba su página de Facebook para proyectar una imagen de familia integrada, amorosa y feliz mientras también compartía sus pensamientos sobre raza, política, y los viajes que realizaba la familia. Esto ayudó a enmascarar algunos problemas dentro de la familia. Una acusación de maltrato infantil de 2013 se refirió al uso de Jennifer de Facebook, diciendo que "los niños posan y parecen una gran familia feliz, pero después del evento fotográfico, vuelven a verse sin vida."

## Abuso

### Minnesota
En 2008, mientras la familia vivía en Minnesota, un profesor observó moratones en el brazo izquierdo de Hannah, y la niña le dijo que Jennifer la había golpeado con un cinturón. En cuestión de meses, los seis niños habían sido sacados del sistema escolar público durante un año. En 2010, Abigail dijo que tenía moratones en la espalda y estómago, declarando que se sentía amenazada por las Hart. La habían golpeado y sumergido la cabeza en agua fría por un centavo que supusieron que había robado. Cuando las autoridades se implicaron a investigar, todos los niños reclamaron que los habían golpeado constantemente y privados de alimentos. Sarah se responsabilizó del abuso, se declaró culpable de agresión y fue sentenciada a cumplir un año de servicio comunitario. Según los informes, un año más tarde, Hannah le dijo a una de las enfermeras de la escuela que no había comido en todo el día; Sarah reclamó que Hannah meramente "estaba jugando la carta de la comida" y recomendó que solo le dieran agua. Poco después, los seis niños fueron sacados definitivamente de las escuelas públicas y educados en casa desde entonces.

### Oregón
En 2013, las autoridades de Oregón fueron notificadas de las acusaciones de abuso en Minnesota. Su investigación incluyó entrevistas separadas de todos los miembros de la familia, así como entrevistas a personas que conocían a la familia. Dos amigos declararon que los niños eran obligados a levantar la mano antes de hablar, no podían desearse cumpleaños feliz, y no podían reír en la mesa mientras se comía. Hubo otros informes de que los niños estaban mal alimentados y se veían pequeños para sus edades. Otro amigo de la familia informó que Jennifer había pedido una pizza para los niños, pero solo le permitió a cada uno tomar un trozo pequeño. Cuando Jennifer descubrió que no quedaba nada de pizza, castigó a los niños sin almuerzo y forzándoles a permanecer en cama cinco horas. Los amigos también declararon que los niños actuaban "muertos de miedo de Jen" y los compararon a "robots entrenados".
Sin embargo, las entrevistas de los propios niños no revelaron nuevos incidentes de abuso, ni mencionaron que hubiera pasado nada en Minnesota. Cuando Jennifer fue entrevistada, afirmó que cualquier problema familiar era el resultado de que otros no fueran tolerantes con dos madres lesbianas blancas con seis hijos afroamericanos. Al final, la investigación no pudo concluir si las Hart eran culpables de algo o si había una "amenaza de seguridad".

### Washington
En agosto de 2017, después de que las Hart se hubieran mudado a Woodland, Washington, Hannah saltó por la ventana de su dormitorio en el segundo piso alrededor de la 1:30 a. m. y se acercó a la residencia de sus vecinos de al lado, los DeKalb. Según los informes, Hannah les suplicó, "¡No me hagan volver! ¡Son racistas y nos maltratan!" Poco después, las Hart la encontraron y se la llevaron a casa. Al día siguiente, Jennifer intentó explicar el incidente a los vecinos asegurándoles que Hannah estaba mintiendo, que los niños ocasionalmente se portaban mal porque habían sido "bebés drogados" cuyas madres biológicas habían consumido fármacos y cocaína durante sus embarazos y que además la madre biológica de Hannah era bipolar.
Después de este incidente, la familia DeKalb entró en contacto con Devonte, quien constantemente les iba a pedir comida rogándoles que no dijeran a Jennifer sobre estas peticiones. En conversaciones posteriores con Devonte, les dijo que sus madres adoptivas les negaban alimento como castigo y que a veces maltrataban a los niños. Esto, combinado con el incidente inicial con Hannah, hizo que los DeKalb decidieran informar sobre las Hart a la policía y al Ministerio de asuntos sociales y servicios de salud de Washington (DSHS). Trabajadores sociales del DSHS intentaron comunicarse infructuosamente con las Hart dos veces: una el 23 de marzo de 2018— tres días antes de los asesinatos— y la segunda el mismo día de los asesinatos.
Según un informe del incidente posterior a los asesinatos, se informó que Sarah le dijo a un compañero de trabajo "[que] deseaba que alguien le hubiera dicho que estaba bien no tener una gran familia. Entonces ella y Jennifer no habrían adoptado a los niños."

## Muertes
El 26 de marzo de 2018, Jennifer y Sarah Hart asesinaron a sus seis hijos adoptivos cuando Jennifer condujo su vehículo, un GMC Yukon XL, dirigiéndolo a un acantilado de 30 m en la Ruta Estatal de California 1, en el condado de Mendocino, California, cerca de Westport. Nadie llevaba puesto el cinturón de seguridad y los cuerpos de cinco de los menores (Hannah, Markis, Jeremiah, Abigail y Ciera) fueron encontrados en o cerca del vehículo, el cual cayó del revés frente a una playa bajo el acantilado. El cuerpo de Devonte no ha sido encontrado. Un juez del tribunal superior dictaminó que Devonte se encontraba en el vehículo en el momento del accidente, y un certificado de defunción fue firmado el 3 de abril de 2019.
Análisis experto del airbag desplegado por ordenador del SUV determinó que el Yukon había sido intencionadamente conducido hasta el borde del acantilado y después de un parón, aceleró a 20mph en 3 segundos con el acelerador al 100%. Un jurado forense de once miembros dictaminó unánimemente el caso como un asesinato-suicidio. La investigación fue llamada a determinar la causa de muerte, pero no cualquier responsabilidad en los campos civil o criminal. La Patrulla de Carreteras de California declaró que el procesamiento criminal no fue posible debido a las muertes de los responsables.
Los resultados de toxicología mostraron que el contenido de alcohol en sangre de Jennifer estaba por encima del límite legal en el momento del accidente, y que tanto Sarah como dos de los menores tenían difenhidramina en sus sistemas, un somnífero. Sarah había hecho búsquedas en Google antes del accidente, sobre la letalidad del Benadryl y la naturaleza de la muerte por ahogamiento. Sus búsquedas también incluyeron "Refugios para perros que no matan"; los dos perros de la familia fueron encontrados ilesos dentro de la casa de las Hart. El departamento del Sheriff del Condado de Mendocino cerró oficialmente el caso y liberó los archivos desclasificados en 2019.